# Amadeo Raúl Carrizo
Amadeo Raúl Carrizo (castellà: Amadeo Carrizo)  (Rufino, 12 de juny de 1926 - Buenos Aires, 20 de març de 2020) fou un futbolista argentí que jugava de porter.

## Trajectòria
Debutà a River Plate amb 19 anys en un partit davant CA Independiente a Avellaneda l'any 1945 amb victòria de River per 2 gols a 1. Fou titular a River Plate entre 1952 i 1968 en els quals disputà més de 500 partits. A l'equip coincidí amb grans jugadors com José Manuel Moreno, Félix Loustau, Adolfo Pedernera, Ángel Labruna i Alfredo Di Stéfano, i guanyà cinc campionats consecutius els anys 1952, 1953, 1955, 1956 i 1957. També jugà una temporada a Millonarios.
Fou internacional amb la selecció argentina amb la qual disputà la Copa del Món de futbol de 1958.

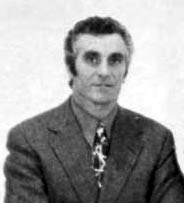
Amadeo Carrizo,

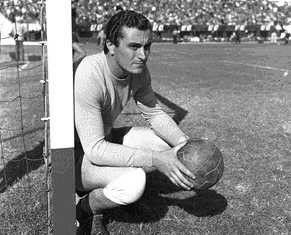
Amadeo Carrizo jugant a River Plate.